# Connarus vulcanicus
Connarus vulcanicus är en tvåhjärtbladig växtart som beskrevs av J.F.Morales. Connarus vulcanicus ingår i släktet Connarus och familjen Connaraceae. Inga underarter finns listade i Catalogue of Life.